# Шахен-бай-Форау
Шахен-бай-Форау (нем. Schachen bei Vorau) — окружной центр в Австрии, в федеральной земле Штирия. 
Входит в состав округа Хартберг.  Население составляет 1229 человек (на 31 декабря 2005 года). Занимает площадь 19,05 км². Официальный код  —  60735.

## Политическая ситуация
Бургомистр коммуны — Патриц Рехбергер (АНП) по результатам выборов 2005 года.
Совет представителей коммуны (нем. Gemeinderat) состоит из 15 мест.
- АНП занимает 12 мест.
- СДПА занимает 2 места.
- АПС занимает 1 место.